# 리디밍 러브
리디밍 러브(Redeeming Love)는 미국에서 공개된 D.J. 카루소 감독의 2022년 로맨스 드라마 영화이다. 애비게일 카우언, 톰 루이스 등이 주연으로 출연하였다. 캘리포니아 골드 러시 기간 중 미국의 서부 개척 시대를 배경으로 한다.
남아프리카공화국 케이프타운에서 촬영되었다. 유니버설 스튜디오에 의해 2022년 1월 21일 극장 개봉하였다.

## 출연
- 애비게일 카우언 - 사라 / 엔젤 역
- 톰 루이스 - 마이클 호세아 역
- 로건 마셜그린 - 폴 역
- 팜커 얀선 - 공작부인 역
- 니나 도브레브 - 메이 역
- 에릭 데인 - 듀크 역
- 리비 버치 - 사라 스태퍼드 역
- 브랜던 오렛 - 마고완 역
- 우커시 - 메이링 역
- 제이미리 오도넬 - 러키 역
- 타냐 반 그란 - 샐리 역
- 클라이드 버닝 - 랩 역
- 조시 테일러 - 알렉스 스태퍼드 역
- 윌리 왓슨 - 존 올트먼 역
- 로런 맥그레거 - 엘리자베스 올트먼 역
- 대니아 데 빌리어스 - 미리엄 올트먼 역
- 타냐 로넌 에이블스 - 로스 올트먼 역
- 니컬러스 폴링 - 버질 하퍼 역